# Scritti Politti
Scritti Politti est un groupe de post-punk britannique, originaire de Leeds, Yorkshire, en Angleterre.
D'abord collectif gauchiste et libertaire, figure éminente du post-punk et de l'idéologie DIY, il s'est transformé, dès le début des années 1980, en un véhicule pour les projets de pop sophistiquée du chanteur-compositeur Green Gartside (pseudonyme de Paul Julian Strohmeyer, né le 22 juin 1955, à Cardiff, Pays-de-Galles), membre fondateur.

## Biographie

### Origines
Le nom du groupe est un hommage aux écrits politiques du communiste italien Antonio Gramsci (« Scritti Politici »), mâtiné de « Tutti Frutti ». Dans les années 1970, Gartside était étudiant aux Beaux-Arts au Leeds College of Art and Design et assiste à la première de l'Anarchy Tour des Sex Pistols à la Leeds Polytechnic, le 6 décembre 1976, ce qui le décide à monter un groupe avec son ami d'enfance Nial Jinks et un autre étudiant, Tom Morley.
Leur premier concert est une première partie d'un groupe local, SOS, sous le nom de The Against. À la fin de leurs études, en 1977, les membres du groupe déménagent dans le quartier de Camden Town, à Londres, dans un squat du 3 Regent's Park Road et dans celui du Carol St. Collective. Au même moment que d'autres groupes du mouvement DIY comme les Desperate Bicycles, Steve Treatment, les Swell Maps, le groupe sort le 45 tours EP Skank Bloc Bologna sur son propre label, St. Pancras, en 1978. On retrouve sur leurs disques les signes particuliers DIY, avec des pochettes faites-main, indiquant les coûts d'enregistrements et de production, les adresses et téléphones des presseurs et l'adresse postale de leur squat.
Sa particularité d'alors tient aux allusions philosophiques (à Marx, Bakounine, Deleuze, Derrida, Lacan, etc.) et à une tournure musicale plus mélodique. Le disque obtient des passages dans l'émission de John Peel et une distribution par Rough Trade Records en 1979. Le maxi 45 tours 4 A Sides contient la chanson Messthetics qui donne son nom à une collection de CD retraçant l'historique du mouvement DIY.

### Années 1980
Scritti Politti commence à planifier l'enregistrement de son premier album en 1979, mais les sessions sont reportées lorsque Green s'effondre sur scène pendant un concert avec Gang of Four à Brighton au début de 1980,. D'abord pensé comme étant lié à une crise cardiaque, cet événement est en réalité lié à une crise de panique, elle-même liée au trac et à une mauvaise hygiène de vie. De retour au Pays-de-Galles, assisté par ses parents pendant une période de neuf mois de convalescence, Green réussit à peaufiner le style musical du groupe. En 1979, il se désintéresse de la musique indépendante et de la scène punk, et commence à écouter de la funk et du disco dans la lignée de Chic et The Jackson Five, de la soul tirée du label Stax comme Aretha Franklin, et de la beat music britannique des années 1960 comme les premiers albums des Beatles,.
Gartside enregistre une démo de l'une de leurs chansons, The Sweetest Girl, en janvier 1981, et la chanson apparaît dans la compilation C81 issue de l'édition de mars du magazine NME. La chanson, qui fait participer Robert Wyatt aux claviers, est bien accueillie par la presse. Elle est citée par The New York Times comme l'un des dix meilleurs singles de l'année, mais ne parvient qu'à atteindre la 64e place de l'UK Singles Chart,,,. Le single est plus tard repris par Madness. Le batteur Tom Morley quitte Scritti Politti en novembre 1981.
Leur premier album, Songs to Remember, est publié chez Rough Trade en août 1982. Malgré l'influence reggae refoulée de Gartside, il atteint le succès commercial et se classe 12e de l'UK Albums Chart. À cette période, Gartside enregistre un duo avec Annie Lennox d'Eurythmics intitulé Wrap It Up pour leur album Sweet Dreams (Are Made of This) publié au début de 1983.
Gartside commence à s'inspirer des nouveaux sons issus de la scène de New York, en particulier le hip-hop. Il signe avec Virgin Records en 1983 (et avec Warner Bros. aux US). La formation originale est séparée, et Gartside a emménagé à New York. Collaborant avec le producteur Arif Mardin, David Gamson (claviers) et Fred Maher (batterie), le premier enregistrement de ces sessions s'intitule Wood Beez (Pray Like Aretha Franklin). Publié en février 1984, Wood Beez atteint immédiatement le succès au Royaume-Uni atteignant la 14e place et devient populaire en Australie, où le single atteint la 25e place.
En juin 1985, Scritti Politti publient leur deuxième album, Cupid and Psyche 85, qui comprend des morceaux produits par Arif Mardin et qui fait participer nombre de musiciens de session. Il atteint les charts britanniques et se vend bien aux US,. En 1986, Gartside et Gamson écrivent et produisent Love of a Lifetime pour Chaka Khan, qui apparaît sur son album Destiny. La même année, ils écrivent le titre L is for Lover pour l'album du même nom d'Al Jarreau.
En 1987, Scritti Politti apparaît sur la bande-son du film Who's That Girl avec le morceau Best Thing Ever. Ce morceau apparaît aussi sur l'album des Scritti Politti Provision (1988), qui continue dans la lignée synth-funk et reggae. L'album fait participer Roger Troutman, Marcus Miller et Miles Davis, qui jouera sur le single Oh Patti (Don't Feel Sorry For Loverboy), classé 13e. Cependant, même si l'album atteint la 8e place des charts, il n'obtient pas le même succès commercial que Cupid and Psyche '85 aux US (113e).

### Années 1990
Scritti Politti atteint encore une fois les charts britanniques en 1991 avec leur reprise de She's a Woman des Beatles, qui fait participer Shabba Ranks au chant. Il devient le dernier single de Scritti Politti à atteindre le top 20 britannique (20e). Il est suivi par la sortie de Take Me in Your Arms And Love Me, une reprise du morceau homonyme de Gladys Knight qui fait participer Sweetie Irie, qui n'atteint pas le top 40. La même année, Gartside travaille aussi avec B.E.F. au chant sur une reprise de I Don't Know Why I Love You de l'album Music of Quality and Distinction, Volume 2. Mais, un nouvel album des Scritti Politti ne verra jamais le jour, Gartside ayant décidé de faire une autre pause.
L'album inspiré hip-hop Anomie and Bonhomie, est publié en 1999, et implique bien plus de musiciens de session. À cette période, Gartside décide de s'inspirer de Mos Def et Jimahl notamment. L'album n'est pourtant pas un succès commercial, et atteint seulement la 33e place des charts britanniques

### Années 2000 et 2010

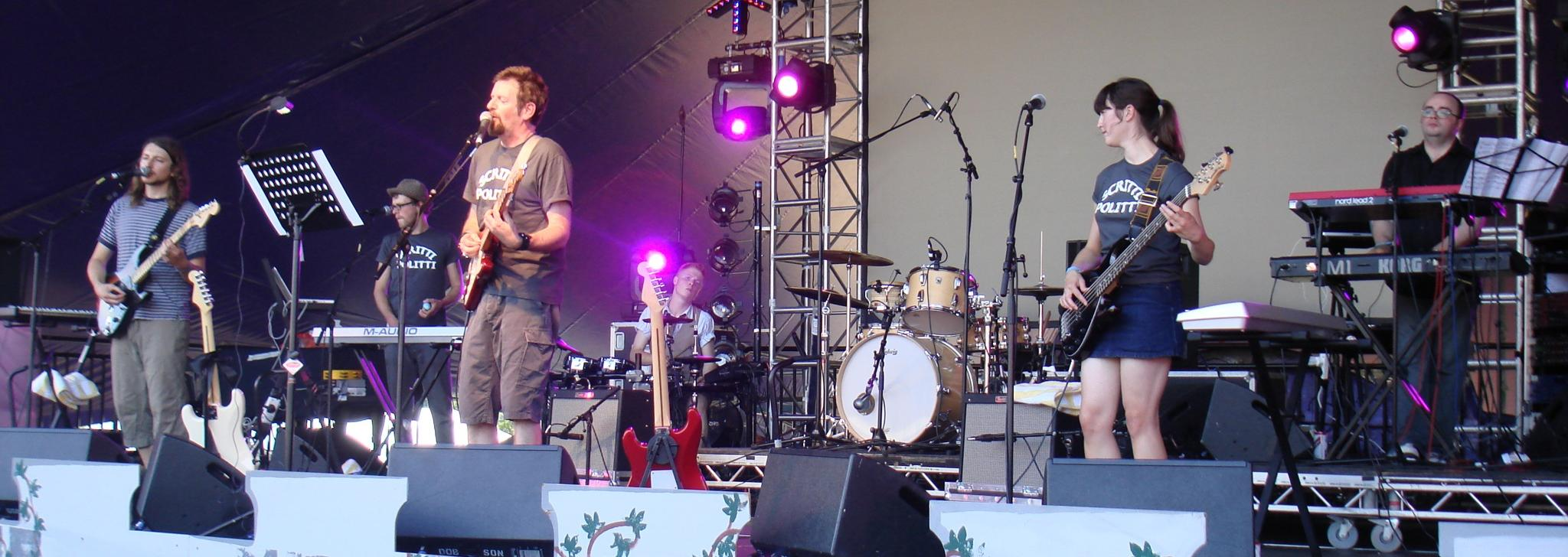
Scritti Politti en concert en 2006.

En 2003, Gartside participe à l'album Body Language de Kylie Minogue, en duo avec Emiliana Torrini. En février 2005, Rough Trade sort la compilation Early, qui comprend les premiers morceaux de Scritti Politti.
Au début de janvier 2006, Gartside et une nouvelle incarnation des Scritti Politti, baptisée Double G and The Traitorous 3,  joue un concert à Brixton. La même année, le groupe sort un nouvel album, White Bread, Black Beer, chez Rough Trade le 29 mai 2006. Plus tard dans l'année, White Bread, Black Beer est nommé pour un Mercury Music Prize.

## Discographie

### Albums studio
- 1982 : Songs to Remember
- 1985 : Cupid and Psyche 85
- 1988 : Provision
- 1999 : Anomie and Bonhomie
- 2004 : Early
- 2006 : White Bread, Black Beer

### Singles
- 1978 : Skank Bloc Bologna, 45 tours, SCRIT1, St. Pancras Records
- 1978 : John Peel Session, 45 tours, SP2, St. Pancras Records
- Work In Progress 2d Peel Session, 45 tours, RT034/SCRIT2, Rough Trade, St. Pancras Records
- 1979 : 4 A Sides, Maxi 45 tours, RT027/SCRIT2, Rough Trade, St. Pancras Records
- 1980 : Skank Bloc Bologna sur la compilation Wanna Buy A Bridge?, ROUGHUS003, Rough Trade USA.